# Nazionale maschile di pallanuoto della Spagna
La nazionale di pallanuoto maschile spagnola (Selección de waterpolo de España) è la rappresentativa pallanuotistica della Spagna nelle competizioni internazionali. Fa capo alla Real Federación Española de Natación, la federazione spagnola che gestisce gli sport acquatici.

## Storia
A partire dagli anni ottanta, trascinata da Manuel Estiarte (1561 gol in nazionale, di cui 127 alle Olimpiadi), è diventata una delle formazioni più importanti a livello mondiale. Vanta un titolo olimpico, quattro titoli mondiali e un titolo europeo.

## Risultati

### Massime competizioni
Olimpiadi
- 1920 Quarti di finale
- 1924 Quarti di finale
- 1928 Ottavi di finale
- 1948 8º
- 1952 8º
- 1968 9º
- 1972 10º
- 1980 4º
- 1984 4º
- 1988 6º
- 1992  Argento
- 1996  Oro
- 2000 4º
- 2004 6º
- 2008 5º
- 2012 6º
- 2016 7º
- 2020 4º
- 2024 6º

Mondiali
- 1973 10º
- 1975 10º
- 1978 11º
- 1982 8º
- 1986 5º
- 1991  Argento
- 1994  Argento
- 1998  Oro
- 2001  Oro
- 2003 5º
- 2005 5º
- 2007  Bronzo
- 2009  Argento
- 2011 5º
- 2013 5º
- 2017 9º
- 2019  Argento
- 2022  Oro
- 2023  Bronzo
- 2024  Bronzo
- 2025  Oro

Europei
- 1934 7º
- 1954 7º
- 1966 12º
- 1970 8º
- 1974 7º
- 1977 8º
- 1981 6º
- 1983  Bronzo
- 1985 6º
- 1987 6º
- 1989 6º
- 1991  Argento
- 1993  Bronzo
- 1995 5º
- 1997 5º
- 1999 6º
- 2001 6º
- 2003 5º
- 2006  Bronzo
- 2008 7º
- 2010 8º
- 2012 7º
- 2014 7º
- 2016 5º
- 2018  Argento
- 2020  Argento
- 2022  Bronzo
- 2024  Oro

### Altre
Coppa del Mondo
- 1981 5º
- 1983 5º
- 1985  Bronzo
- 1987 6º
- 1989 4º
- 1991  Bronzo
- 1995 5º
- 1997 6º
- 1999  Bronzo
- 2002 6º
- 2006  Bronzo
- 2010  Bronzo
- 2023  Oro
- 2025  Oro

World League
- 2002  Argento
- 2004 5º
- 2006  Argento
- 2008 5º
- 2010 6º
- 2012  Argento
- 2018  Bronzo
- 2019 4º
- 2022  Bronzo

Giochi del Mediterraneo
- 1951  Oro
- 1955  Bronzo
- 1967  Bronzo
- 1971  Bronzo
- 1975  Bronzo
- 1979  Bronzo
- 1983  Argento
- 1987  Argento
- 1991 5º
- 1993 4º
- 1997  Bronzo
- 2001  Oro
- 2005  Oro
- 2009  Argento
- 2013  Argento
- 2018 4º
- 2022  Bronzo

### Competizioni giovanili
- Universiadi: 1

1999
- Campionato mondiale U20: 4

1983, 1987, 1991, 2025
- Campionato mondiale U16: 1

2024
- Campionato europeo U19: 1

1980

## Formazioni

### Olimpiadi
Giochi olimpici - Anversa 1920L. Gibert · Tusell · Berdomás · Armangué · Vila-Coro · F. Gibert · Granados Gal · Fontanet, CT: -
Giochi olimpici - Parigi 1924Basté · Cruells · Fontanet · F. Gibert · L. Gibert · Granados · Puig · Bretos · J. Trigo · M. Trigo · Tusell, CT: -
Giochi olimpici - Amsterdam 1928Cruells · G. Jiménez · R. Jiménez · Majo · Puig · Sabata · Trigo · Gibernau, CT: -
Giochi olimpici - Londra 1948Serrat • Pujol • Falp • Martí • Castillo • Mestres • Sabate • Sabata • Salvadores, CT: -
Giochi olimpici - Helsinki 1952Ribera Abad • Conde • Bazán • Queralt • Subirana • Mestres • Abellán • Castillo • Durán • Granados • Serrat, CT: -
Giochi olimpici - Città del Messico 1968Bestit • Borell • Rubio • Padrós • Codera • Mas • Ibern • Zubicoa • Meya • Jané • Brugat, CT: -
Giochi olimpici - Monaco di Baviera 1972Franch • Rubio • Sans • Jané • Cánovas • Soler • Puigdevall • Guardia • Padrós • Ventura • Bestit, CT: -
Giochi olimpici - Mosca 1980Delgado • Ventura • Esteller • Sabriá • Estiarte • Robert • Alonso • Alcázar • Aguilar • Carmona • Franch, CT: -
Giochi olimpici - Los Angeles 1984Perpiñá • Morillo • Fernández • Canal • Estiarte • Robert • R. Aguilar • Signes • A. Aguilar • Carmona • Sans • Neira • Moya, CT: Pujol
Giochi olimpici - Seul 19881 Rollán, 2 Chillida, 3 González, 4 Pérez, 5 Estiarte, 6 Robert, 7 Payá, 8 Rodriguez, 9 Sans, 10 Gómez, 11 Moya, 12 Neira, 13 García, CT: Antonio Esteller
Giochi olimpici - Barcellona 19921 Rollán, 2 Pedrerol, 3 González, 4 Michavila, 5 Estiarte, 6 Ballart, 7 Picó, 8 Alarcón, 9 Sans, 10 Gómez, 11 Oca, 12 Silvestre, 13 García, CT: Dragan Matutinović
Giochi olimpici - Atlanta 1996Abarca, Andreo, Ballart, García, Gómez, Estiarte, Moro, Oca, Payá, Pedrerol, Rollán, Sans C, Sans J, CT: Juan Jané Giralt
Giochi olimpici - Sydney 2000Rollán · Andreo · Pedrerol · Marcos · Estiarte · Ballart · Hernández · Moro I · Sans · Gómez · Sánchez · Moro D · García, CT: Juan Jané Giralt
Giochi olimpici - Atene 2004Rollán · Andreo · Pedrerol · Marcos · Molina · García · Hernández · Moro I · Ballart · Gómez · Pérez · Sánchez · Moro D, CT: Juan Jané Giralt
Giochi olimpici - Pechino 2008Aguilar · García M · Martín Lozano · Perrone R · Molina · Minguell · Gallego · Piralkov · Vallès · Perrone F · Pérez · García X · Andreo, CT: Rafael Aguilar

### Altre
- Mondiali - Perth 1998 -  Oro:

Daniel Ballart, Manuel Estiarte, Pedro Francisco García, Salvador Gómez, Miguel González, Gustavo Marcos, Rubén Michavila, Iván Moro, Sergi Pedrerol, Iván Pérez, Jesús Miguel Rollán, Carles Sans, Jordi Sans.
- Mondiali - Fukuoka 2001 -  Oro:

Ángel Luis Andreo, Daniel Ballart, Salvador Gómez, Gabriel Hernandez, Gustavo Marcos, Guillermo Molina, Daniel Moro, Iván Moro, Sergi Pedrerol, Iván Pérez, Jesús Miguel Rollán, Javier Sánchez-Toril, Carles Sans.
- Europei - Belgrado 2006 -  Bronzo:

Iñaki Aguilar, Ángel Luis Andreo, Mario José García, Xavier García, Blai Mallarach, David Martín, Marc Minguell, Guillermo Molina, Sergio Mora, Iván Pérez, Felipe Perrone, Ricardo Perrone, Oscar Rey, José Rodríguez, Xavier Vallés. C.T.: Rafael Aguilar.
- Mondiali - Roma 2009 -  Argento:

Iñaki Aguilar, Albert Español, Iván Gallego, Mario José García, Xavier García, Daniel López Pinedo, Blai Mallarach, David Martín, Marc Minguell, Guillermo Molina, Iván Pérez, Felipe Perrone, Xavier Vallés. C.T.: Rafael Aguilar.

## Rosa attuale
Convocati per gli Europei di Budapest 2020. Sono riportate le squadre di militanza di ciascun giocatore nel momento dell'inizio della manifestazione.
| N° | Nome                     | Ruolo | Data di nascita  | Squadra     |
| -- | ------------------------ | ----- | ---------------- | ----------- |
|    | Daniel López Pinedo      | P     | 16 luglio 1980   | Barceloneta |
|    | Alberto Munárriz         | CB    | 19 maggio 1994   | Barceloneta |
|    | Alvaro Granados Ortega   | A     | 8 ottobre 1998   | Barceloneta |
|    | Bernat Sanahuja Carne    | A     | 21 ottobre 2000  | Terrassa    |
|    | Miguel De Toro Dominguez | A     | 16 agosto 1993   | Mediterrani |
|    | Marc Larumbe Gonfaus     | A     | 30 maggio 1994   | Barceloneta |
|    | Adrian Delgado Baches    | A     | 7 aprile 1990    | Barcellona  |
|    | Francisco Fernandez      | A     | 21 giugno 1986   | Barceloneta |
|    | Roger Tahull             | CB    | 11 maggio 1997   | Barceloneta |
|    | Felipe Perrone           | A     | 27 febbraio 1986 | Barceloneta |
|    | Blai Mallarach           | A     | 21 agosto 1987   | Barceloneta |
|    | Alejandro Bustos Sanchez | D     | 17 marzo 1997    | Barceloneta |
|    | Unai Aguirre             | P     | 14 luglio 2002   | Barceloneta |